# 根鞘
根鞘（英語：root sheath），是指毛囊由多层上皮细胞组成的内层，与表皮相延续。
根鞘分为两层，外层为外毛根鞘，内层为内毛根鞘。内毛根鞘又可分为三层，外层为鞘小皮，中间层为赫胥黎层，内层为亨勒层。